# Tu-12 (航空機)
ツポレフ Tu-12
Tu-12
- 用途：中型爆撃機
- 製造者：ツポレフ
- 運用者：ソ連空軍
- 初飛行：1947年7月27日
- 生産数：5機 + 試作機1機

ツポレフ Tu-12（Tupolev Tu-12、開発名称：Tu-77）は、第二次世界大戦の終結後からピストンエンジンを搭載した成功作の爆撃機のツポレフ Tu-2から開発されたソビエト連邦の双発ターボジェットエンジン搭載の中型爆撃機である。本機はツポレフとソ連空軍がジェット爆撃機が内包する問題点に習熟するための転換機として設計された。アメリカ合衆国国防総省（DoD）が割り当てたDoD識別番号はType 9。

## 開発
1947年初めにツポレフ Tu-73ジェット爆撃機が開発遅延に陥っていたため、ツポレフはTu-2中型爆撃機に輸入した英国のロールス・ロイス ニーン ジェットエンジンを取り付けて可能な限り早急にジェット爆撃機を作り出すことを提案した。1947年5月31日に設計局の工場で1機のTu-2Sを、第23工廠（Zavod Nr. 23）で別の5機を改装するようにという公式の認可が下りるかなり前から設計作業は開始されており、設計局の名称「Tu-77」が与えられた試作機の製造は5月初めには既に始められていた。
早急に製造するために標準のTu-2からの変更点は最小限に留められ、以下のような内容となった:
- 標準のシュベツォフ ASh-82FN 星型エンジンをロールス・ロイス ニーンへ換装
- 主翼の上反角を6°から3°へ低減
- 胴体は400 mm延長され、後部胴体は300 mm高さを増長
- 主脚をエンジンナセル内に収納する新しい首車輪式の降着装置
- 追加の燃料タンクを設置し、燃料をガソリンからケロシンへ変更したことにより燃料タンクの設計を変更
- 操作系統を変更し、昇降舵にトリムタブを設置
- 主翼と尾翼を強化
- 主翼付け根から20 mm ShVAK機関砲を撤去し、23 mm NS-23機関砲を機首右側側面の外部フェアリングに搭載

1947年7月に試作機が完成して7月27日に初飛行を行い、2機が8月3日のツシノ航空ショーで披露された。9月に製造者側の試験が完了し、1947年10月4日から1948年2月27日まで運用者側の評価試験が実施され、その段階でTu-12と改称された。空軍科学テスト研究所（Naoochno-Issledovatel'skiy Institoot Voyenno-Vozdooshnykh Seel：NII VVS）はTu-2とTu-12の差異を「速度はかなり向上し、上昇率は改善され、巡航高度は増したが、地上での操行性能は貧弱でTu-2と同等の航続距離を維持するためには相当の搭載燃料を必要とする。」と報告した。特筆すべき主要な問題点は飛行可能な高度を大幅に減じる与圧式キャビンの欠如、主翼/尾翼前縁とコックピットの視界確保のための防氷装置が装備されていないことであった。大幅に増速された結果として実質的に人力操作のVUB-68とLu-68銃塔の旋回/仰俯角が不可能となった。発砲時のNS-23機関砲の振動により航法士席の機器が使用不能となり、キャビンの窓に損傷を与えた。IFFは機内通話装置と通信装置と干渉し、最初に搭載された新しい発電機は十分な電力を作り出すことができなかった。
NII VVSにより統括された評価試験ではTu-12とMiG-9やYak-23ジェット戦闘機の連携も試され、これにより戦闘機の攻撃兵装、爆撃機の防御兵装や双方の機種に適した戦術といったものの評価に非常に有益な成果があげられた。このテストでは当時の12.7 mm兵装の貧弱さが実証されることとなり、これ以降ソ連の爆撃機は20 mmかそれ以上の口径の機関砲を備えた動力銃塔を使用するようになった。
工廠で改装された5機にはニーンの無認可コピーであるクリーモフ RD-45が装着され、6機全てがVVSにより搭乗員の慣熟と訓練に使用された。後にこれらの機体はテスト任務へ引き揚げられ、1機はドローンのテストと別の1機にはTu-12LLの名称が与えられ胴体上面のパイロンに各種のパルスジェットを搭載した。

## 運用
ソビエト連邦
- ソ連空軍

## 要目
(Tu-12) Gunston, Tupolev Aircraft since 1922
- 乗員：5名
- 全長：16.45 m
- 全幅：18.86 m
- 全高：
- 翼面積：48.80 m²
- 空虚重量：8,993 kg
- 全備重量：15,720 kg
- エンジン：ロールス・ロイス ニーン ターボジェットエンジン、22 kN （5,000 lbf） × 2
- 最大速度：783 km/h
- 航続距離：2,200 km
- 巡航高度：11,370 m
- 武装：
  - 機関砲：23 mm NS-23機関砲 × 1
  - 機関銃：12.7 mm ベレージン UB機関銃 × 2
  - 爆弾：3,000 kg